# Olympische Sommerspiele 2016/Badminton (Herreneinzel)
Der Einzelwettbewerb der Männer im Badminton bei den Olympischen Spielen 2016 in Rio de Janeiro wurde vom 11. bis 20. August 2016 im „Pavilion 4“ des Riocentro ausgetragen. 41 Sportler nahmen daran teil.
Es wurden 13 Spieler gesetzt, die auf die 13 Gruppen verteilt wurden. In den Gruppen spielte jeder gegen jeden, der Gruppensieger qualifizierte sich für die nächste Runde, die im K.-o.-System gespielt wurde, bei der die Sieger die nächste Runde erreichten. Die Verlierer der Halbfinals spielten dann die Bronzemedaille aus.

## Setzliste
| Nr. | Spieler          | Erreichte Runde |
| --- | ---------------- | --------------- |
| 01. | Lee Chong Wei    | Silber          |
| 02. | Chen Long        | Gold            |
| 03. | Lin Dan          | 4. Platz        |
| 04. | Viktor Axelsen   | Bronze          |
| 05. | Jan Ø. Jørgensen | Achtelfinale    |
| 06. | Chou Tien-Chen   | Viertelfinale   |
| 07. | Tommy Sugiarto   | Achtelfinale    |

| Nr. | Spieler          | Erreichte Runde |
| --- | ---------------- | --------------- |
| 08. | Son Wan-ho       | Viertelfinale   |
| 09. | Srikanth Kidambi | Viertelfinale   |
| 10. | Hu Yun           | Achtelfinale    |
| 11. | Angus Ng Ka Long | Achtelfinale    |
| 12. | Marc Zwiebler    | Gruppenphase    |
| 13. | Rajiv Ouseph     | Viertelfinale   |

## Resultate

### Gruppenphase

#### Gruppe A
| Athleten            | Spiele | gew. | verl. | Sätze gew. | Sätze verl. | Punkte |
| ------------------- | ------ | ---- | ----- | ---------- | ----------- | ------ |
| Lee Chong Wei (1)   | 2      | 2    | 0     | 4          | 0           | 84:31  |
| Derek Wong Zi Liang | 2      | 1    | 1     | 2          | 2           | 68:53  |
| Sören Opti          | 2      | 0    | 2     | 0          | 4           | 16:84  |

| Athlet 1                   | Ergebnis                   | Athlet 2                   |
| 11. August 2016, 09:35 Uhr | 11. August 2016, 09:35 Uhr | 11. August 2016, 09:35 Uhr |
| -------------------------- | -------------------------- | -------------------------- |
| Lee Chong Wei (1)          | 21:20 21:30                | Sören Opti                 |
| 12. August 2016, 13:15 Uhr |                            |                            |
| Derek Wong Zi Liang        | 21:50 21:60                | Sören Opti                 |
| 14. August 2016, 08:55 Uhr |                            |                            |
| Lee Chong Wei (1)          | 21:18 21:80                | Derek Wong Zi Liang        |

#### Gruppe C
| Athleten           | Spiele | gew. | verl. | Sätze gew. | Sätze verl. | Punkte |
| ------------------ | ------ | ---- | ----- | ---------- | ----------- | ------ |
| Chou Tien-Chen (6) | 2      | 2    | 0     | 4          | 0           | 84:42  |
| Misha Zilberman    | 2      | 1    | 1     | 2          | 2           | 63:74  |
| Yuhan Tan          | 2      | 0    | 2     | 0          | 4           | 54:85  |

| Athlet 1                   | Ergebnis                   | Athlet 2                   |
| 12. August 2016, 20:30 Uhr | 12. August 2016, 20:30 Uhr | 12. August 2016, 20:30 Uhr |
| -------------------------- | -------------------------- | -------------------------- |
| Chou Tien-Chen (6)         | 21:90 21:11                | Misha Zilberman            |
| 13. August 2016, 18:10 Uhr |                            |                            |
| Yuhan Tan                  | 20:22 12:21                | Misha Zilberman            |
| 14. August 2016, 10:45 Uhr |                            |                            |
| Chou Tien-Chen (6)         | 21:14 21:80                | Yuhan Tan                  |

#### Gruppe D
| Athleten            | Spiele | gew. | verl. | Sätze gew. | Sätze verl. | Punkte |
| ------------------- | ------ | ---- | ----- | ---------- | ----------- | ------ |
| Hu Yun (10)         | 2      | 2    | 0     | 4          | 0           | 84:68  |
| Pablo Abián         | 2      | 1    | 1     | 2          | 2           | 79:64  |
| Jaspar Yu Woon Chai | 2      | 0    | 2     | 0          | 4           | 53:84  |

| Athlet 1                   | Ergebnis                   | Athlet 2                   |
| 12. August 2016, 19:55 Uhr | 12. August 2016, 19:55 Uhr | 12. August 2016, 19:55 Uhr |
| -------------------------- | -------------------------- | -------------------------- |
| Hu Yun (10)                | 21:16 21:15                | Jaspar Yu Woon Chai        |
| 13. August 2016, 21:05 Uhr |                            |                            |
| Pablo Abián                | 21:12 21:10                | Jaspar Yu Woon Chai        |
| 14. August 2016, 15:30 Uhr |                            |                            |
| Hu Yun (10)                | 21:18 21:19                | Pablo Abián                |

#### Gruppe E
| Athleten           | Spiele | gew. | verl. | Sätze gew. | Sätze verl. | Punkte  |
| ------------------ | ------ | ---- | ----- | ---------- | ----------- | ------- |
| Lin Dan (3)        | 3      | 3    | 0     | 6          | 0           | 126:060 |
| Nguyễn Tiến Minh   | 3      | 2    | 1     | 4          | 3           | 118:117 |
| Wladimir Malkow    | 3      | 1    | 2     | 3          | 4           | 110:120 |
| David Obernosterer | 3      | 0    | 3     | 0          | 6           | 069:126 |

| Athlet 1                   | Ergebnis                   | Athlet 2                   |
| 11. August 2016, 08:25 Uhr | 11. August 2016, 08:25 Uhr | 11. August 2016, 08:25 Uhr |
| -------------------------- | -------------------------- | -------------------------- |
| Lin Dan (3)                | 21:50 21:11                | David Obernosterer         |
| 11. August 2016, 11:55 Uhr |                            |                            |
| Nguyễn Tiến Minh           | 15:21 :90 21:13            | Wladimir Malkow            |
| 12. August 2016, 09:50 Uhr |                            |                            |
| Lin Dan (3)                | 21:18 21:70                | Wladimir Malkow            |
| 12. August 2016, 20:30 Uhr |                            |                            |
| Nguyễn Tiến Minh           | 21:18 21:14                | David Obernosterer         |
| 14. August 2016, 10:00 Uhr |                            |                            |
| Lin Dan (3)                | 21:70 21:12                | Nguyễn Tiến Minh           |
| 14. August 2016, 10:40 Uhr |                            |                            |
| Wladimir Malkow            | 21:11 21:10                | David Obernosterer         |

#### Gruppe G
| Athleten             | Spiele | gew. | verl. | Sätze gew. | Sätze verl. | Punkte |
| -------------------- | ------ | ---- | ----- | ---------- | ----------- | ------ |
| Jan Ø. Jørgensen (5) | 2      | 2    | 0     | 4          | 0           | 84:052 |
| Brice Leverdez       | 2      | 1    | 1     | 2          | 3           | 89:093 |
| Raul Must            | 2      | 0    | 2     | 1          | 4           | 74:102 |

| Athlet 1                   | Ergebnis                   | Athlet 2                   |
| 12. August 2016, 16:45 Uhr | 12. August 2016, 16:45 Uhr | 12. August 2016, 16:45 Uhr |
| -------------------------- | -------------------------- | -------------------------- |
| Jan Ø. Jørgensen (5)       | 21:80 21:15                | Raul Must                  |
| 13. August 2016, 21:10 Uhr |                            |                            |
| Brice Leverdez             | 21:18 18:21 :12            | Raul Must                  |
| 14. August 2016, 15:30 Uhr |                            |                            |
| Jan Ø. Jørgensen (5)       | 21:11 21:18                | Brice Leverdez             |

#### Gruppe H
| Athleten             | Spiele | gew. | verl. | Sätze gew. | Sätze verl. | Punkte |
| -------------------- | ------ | ---- | ----- | ---------- | ----------- | ------ |
| Srikanth Kidambi (9) | 2      | 2    | 0     | 4          | 0           | 84:52  |
| Henri Hurskainen     | 2      | 1    | 1     | 2          | 2           | 66:65  |
| Lino Muñoz           | 2      | 0    | 2     | 0          | 4           | 51:84  |

| Athlet 1                   | Ergebnis                   | Athlet 2                   |
| 11. August 2016, 21:05 Uhr | 11. August 2016, 21:05 Uhr | 11. August 2016, 21:05 Uhr |
| -------------------------- | -------------------------- | -------------------------- |
| Srikanth Kidambi (9)       | 21:11 21:17                | Lino Muñoz                 |
| 13. August 2016, 16:30 Uhr |                            |                            |
| Henri Hurskainen           | 21:12 21:11                | Lino Muñoz                 |
| 14. August 2016, 10:40 Uhr |                            |                            |
| Srikanth Kidambi (9)       | 21:60 21:18                | Henri Hurskainen           |

#### Gruppe I
| Athleten          | Spiele | gew. | verl. | Sätze gew. | Sätze verl. | Punkte |
| ----------------- | ------ | ---- | ----- | ---------- | ----------- | ------ |
| Rajiv Ouseph (13) | 2      | 2    | 0     | 4          | 0           | 84:056 |
| Shō Sasaki        | 2      | 1    | 1     | 2          | 3           | 82:085 |
| Petr Koukal       | 2      | 0    | 2     | 1          | 4           | 75:100 |

| Athlet 1                   | Ergebnis                   | Athlet 2                   |
| 11. August 2016, 19:55 Uhr | 11. August 2016, 19:55 Uhr | 11. August 2016, 19:55 Uhr |
| -------------------------- | -------------------------- | -------------------------- |
| Rajiv Ouseph (13)          | 21:14 21:18                | Petr Koukal                |
| 13. August 2016, 10:10 Uhr |                            |                            |
| Shō Sasaki                 | 21:10 16:21 :12            | Petr Koukal                |
| 14. August 2016, 11:05 Uhr |                            |                            |
| Rajiv Ouseph (13)          | 21:15 21:90                | Shō Sasaki                 |

#### Gruppe J
| Athleten           | Spiele | gew. | verl. | Sätze gew. | Sätze verl. | Punkte |
| ------------------ | ------ | ---- | ----- | ---------- | ----------- | ------ |
| Tommy Sugiarto (7) | 2      | 2    | 0     | 4          | 0           | 84:50  |
| Osleni Guerrero    | 2      | 1    | 1     | 2          | 2           | 68:73  |
| Howard Shu         | 2      | 0    | 2     | 0          | 4           | 55:84  |

| Athlet 1                   | Ergebnis                   | Athlet 2                   |
| 12. August 2016, 08:00 Uhr | 12. August 2016, 08:00 Uhr | 12. August 2016, 08:00 Uhr |
| -------------------------- | -------------------------- | -------------------------- |
| Tommy Sugiarto (7)         | 21:14 21:10                | Howard Shu                 |
| 13. August 2016, 11:20 Uhr |                            |                            |
| Osleni Guerrero            | 21:16 21:15                | Howard Shu                 |
| 14. August 2016, 08:55 Uhr |                            |                            |
| Tommy Sugiarto (7)         | 21:12 21:14                | Osleni Guerrero            |

#### Gruppe K
| Athleten                | Spiele | gew. | verl. | Sätze gew. | Sätze verl. | Punkte  |
| ----------------------- | ------ | ---- | ----- | ---------- | ----------- | ------- |
| Scott Evans             | 2      | 2    | 0     | 4          | 2           | 112:082 |
| Marc Zwiebler (12)      | 2      | 1    | 1     | 3          | 2           | 087:075 |
| Ygor Coelho de Oliveira | 2      | 0    | 2     | 1          | 4           | 061:103 |

| Athlet 1                   | Ergebnis                   | Athlet 2                   |
| 12. August 2016, 13:15 Uhr | 12. August 2016, 13:15 Uhr | 12. August 2016, 13:15 Uhr |
| -------------------------- | -------------------------- | -------------------------- |
| Marc Zwiebler (12)         | 21:90 17:21 07:21          | Scott Evans                |
| 13. August 2016, 20:15 Uhr |                            |                            |
| Ygor Coelho de Oliveira    | 08:21 :19 08:21            | Scott Evans                |
| 14. August 2016, 16:25 Uhr |                            |                            |
| Marc Zwiebler (12)         | 21:12 21:12                | Ygor Coelho de Oliveira    |

#### Gruppe L
| Athleten           | Spiele | gew. | verl. | Sätze gew. | Sätze verl. | Punkte |
| ------------------ | ------ | ---- | ----- | ---------- | ----------- | ------ |
| Viktor Axelsen (4) | 2      | 2    | 0     | 4          | 0           | 84:051 |
| Boonsak Ponsana    | 2      | 1    | 1     | 2          | 3           | 86:098 |
| Lee Dong-keun      | 2      | 0    | 2     | 1          | 4           | 80:101 |

| Athlet 1                   | Ergebnis                   | Athlet 2                   |
| 11. August 2016, 11:20 Uhr | 11. August 2016, 11:20 Uhr | 11. August 2016, 11:20 Uhr |
| -------------------------- | -------------------------- | -------------------------- |
| Viktor Axelsen (4)         | 21:14 21:13                | Boonsak Ponsana            |
| 13. August 2016, 09:35 Uhr |                            |                            |
| Lee Dong-keun              | 19:21 :17 16:21            | Boonsak Ponsana            |
| 14. August 2016, 11:30 Uhr |                            |                            |
| Viktor Axelsen (4)         | 21:11 21:13                | Lee Dong-keun              |

#### Gruppe M
| Athleten              | Spiele | gew. | verl. | Sätze gew. | Sätze verl. | Punkte |
| --------------------- | ------ | ---- | ----- | ---------- | ----------- | ------ |
| Angus Ng Ka Long (11) | 2      | 2    | 0     | 4          | 0           | 84:060 |
| Martin Giuffre        | 2      | 1    | 1     | 2          | 3           | 84:091 |
| Pedro Martins         | 2      | 0    | 2     | 1          | 4           | 84:101 |

| Athlet 1                   | Ergebnis                   | Athlet 2                   |
| 11. August 2016, 19:30 Uhr | 11. August 2016, 19:30 Uhr | 11. August 2016, 19:30 Uhr |
| -------------------------- | -------------------------- | -------------------------- |
| Angus Ng Ka Long (11)      | 21:11 21:14                | Martin Giuffre             |
| 13. August 2016, 11:20 Uhr |                            |                            |
| Pedro Martins              | 21:14 22:24 06:21          | Martin Giuffre             |
| 14. August 2016, 10:05 Uhr |                            |                            |
| Angus Ng Ka Long (11)      | 21:17 21:18                | Pedro Martins              |

#### Gruppe N
| Athleten           | Spiele | gew. | verl. | Sätze gew. | Sätze verl. | Punkte |
| ------------------ | ------ | ---- | ----- | ---------- | ----------- | ------ |
| Son Wan-ho (8)     | 2      | 2    | 0     | 4          | 0           | 42:20  |
| Jacob Maliekal     | 2      | 1    | 1     | 2          | 2           | 62:79  |
| Artem Potschtarjow | 2      | 0    | 2     | 0          | 4           | 37:42  |

| Athlet 1                   | Ergebnis                   | Athlet 2                   |
| 11. August 2016, 19:30 Uhr | 11. August 2016, 19:30 Uhr | 11. August 2016, 19:30 Uhr |
| -------------------------- | -------------------------- | -------------------------- |
| Son Wan-ho (8)             | 21:10 21:10                | Jacob Maliekal             |
| 12. August 2016, 19:55 Uhr |                            |                            |
| Artem Potschtarjow         | 18:21 19:21                | Jacob Maliekal             |
| 14. August 2016, 08:30 Uhr |                            |                            |
| Son Wan-ho (8)             | 21:90 21:15                | Artem Potschtarjow         |

#### Gruppe P
| Athleten                     | Spiele | gew. | verl. | Sätze gew. | Sätze verl. | Punkte |
| ---------------------------- | ------ | ---- | ----- | ---------- | ----------- | ------ |
| Chen Long (2)                | 2      | 2    | 0     | 4          | 0           | 84:38  |
| Niluka Karunaratne           | 2      | 1    | 1     | 2          | 2           | 62:83  |
| Adrian Dziółko               | 2      | 0    | 2     | 0          | 4           | 62:87  |
| Kevin Cordón (zurückgezogen) | –      | –    | –     | –          | –           | –      |

| Athlet 1                     | Ergebnis                   | Athlet 2                     |
| 11. August 2016, 10:10 Uhr   | 11. August 2016, 10:10 Uhr | 11. August 2016, 10:10 Uhr   |
| ---------------------------- | -------------------------- | ---------------------------- |
| Chen Long (2)                | 21:70 21:10                | Niluka Karunaratne           |
| 11. August 2016, 20:30 Uhr   |                            |                              |
| Kevin Cordón (zurückgezogen) | 21:18 10:21 13:21          | Adrian Dziółko               |
| 12. August 2016, 19:30 Uhr   |                            |                              |
| Kevin Cordón (zurückgezogen) | abgesagt                   | Niluka Karunaratne           |
| 13. August 2016, 08:25 Uhr   |                            |                              |
| Chen Long (2)                | 21:12 21:90                | Adrian Dziółko               |
| 14. August 2016, 10:40 Uhr   |                            |                              |
| Chen Long (2)                | abgesagt                   | Kevin Cordón (zurückgezogen) |
| 14. August 2016, 16:20 Uhr   |                            |                              |
| Adrian Dziółko               | 19:21 22:24                | Niluka Karunaratne           |

### Finalrunde
|  | Erste Runde | Erste Runde      | Erste Runde | Erste Runde | Erste Runde |  |  | Zweite Runde | Zweite Runde     | Zweite Runde | Zweite Runde | Zweite Runde |   |                | Halbfinale | Halbfinale       | Halbfinale       | Halbfinale       | Halbfinale       |                  |    | Finale | Finale | Finale | Finale | Finale |
|  |             |                  |             |             |             |  |  |              |                  |              |              |              |   |                |            |                  |                  |                  |                  |                  |    |        |        |        |        |        |
|  | 1           | Lee Chong Wei    |             |             |             |  |  |              |                  |              |              |              |   |                |            |                  |                  |                  |                  |                  |    |        |        |        |        |        |
|  |             | –                |             |             |             |  |  | 1            | Lee Chong Wei    | 21           | 21           |              |   |                |            |                  |                  |                  |                  |                  |    |        |        |        |        |        |
|  | 6           | Chou Tien-chen   | 21          | 21          |             |  |  | 6            | Chou Tien-chen   | 9            | 15           |              |   |                |            |                  |                  |                  |                  |                  |    |        |        |        |        |        |
|  | 10          | Hu Yun           | 10          | 13          |             |  |  |              |                  |              |              |              | 1 | Lee Chong Wei  | 15         | 21               | 22               |                  |                  |                  |    |        |        |        |        |        |
|  | 3           | Lin Dan          |             |             |             |  |  |              |                  |              |              |              |   | 3              | Lin Dan    | 21               | 11               | 20               |                  |                  |    |        |        |        |        |        |
|  |             | –                |             |             |             |  |  | 3            | Lin Dan          | 21           | 11           | 21           |   |                |            |                  |                  |                  |                  |                  |    |        |        |        |        |        |
|  | 5           | Jan Ø. Jørgensen | 19          | 19          |             |  |  | 9            | Srikanth Kidambi | 6            | 21           | 18           |   |                |            |                  |                  |                  |                  |                  |    |        |        |        |        |        |
|  | 9           | Srikanth Kidambi | 21          | 21          |             |  |  |              |                  |              |              |              | 1 | Lee Chong Wei  | 18         | 18               |                  |                  |                  |                  |    |        |        |        |        |        |
|  | 13          | Rajiv Ouseph     | 21          | 14          | 21          |  |  |              | 2                | Chen Long    | 21           | 21           |   |                |            |                  |                  |                  |                  |                  |    |        |        |        |        |        |
|  | 7           | Tommy Sugiarto   | 13          | 21          | 16          |  |  | 13           | Rajiv Ouseph     | 12           | 16           |              |   |                |            |                  |                  |                  |                  |                  |    |        |        |        |        |        |
|  |             | Scott Evans      | 16          | 12          |             |  |  | 4            | Viktor Axelsen   | 21           | 21           |              |   |                |            |                  |                  |                  |                  |                  |    |        |        |        |        |        |
|  | 4           | Viktor Axelsen   | 21          | 21          |             |  |  |              |                  |              |              |              | 4 | Viktor Axelsen | 14         | 15               |                  |                  |                  |                  |    |        |        |        |        |        |
|  | 11          | Angus Ng Ka Long | 21          | 17          |             |  |  |              | 2                | Chen Long    | 21           | 21           |   |                |            | Spiel um Platz 3 | Spiel um Platz 3 | Spiel um Platz 3 | Spiel um Platz 3 | Spiel um Platz 3 |    |        |        |        |        |        |
|  | 8           | Son Wan-ho       | 23          | 21          |             |  |  | 8            | Son Wan-ho       | 11           | 21           | 11           |   |                |            |                  |                  | 3                | Lin Dan          | 21               | 10 | 17     |        |        |        |        |
|  |             | –                |             |             |             |  |  | 2            | Chen Long        | 21           | 18           | 21           |   |                | 4          | Viktor Axelsen   | 15               | 21               | 21               |                  |    |        |        |        |        |        |
|  | 2           | Chen Long        |             |             |             |  |  |              |                  |              |              |              |   |                |            |                  |                  |                  |                  |                  |    |        |        |        |        |        |